# Hòa Hưng, Cái Bè
Hòa Hưng là một xã thuộc huyện Cái Bè, tỉnh Tiền Giang, Việt Nam.

## Địa lý
Xã Hòa Hưng giáp ranh xã An Hữu ở phía tây bắc và xã Mỹ Lương ở phía đông bắc. Bờ nam xã là sông Tiền. Hòa Hưng là xã cực nam của huyện Cái Bè.
Các sông, kênh, rạch chảy qua địa bàn xã gồm: kênh Kháng Chiến, rạch Bà Thơ, rạch Bào Dông, rạch Cả Sơn, rạch Giồng, rạch Khe Đức, rạch Mương Điều, rạch Mỹ Hưng, rạch Thủ Luông, rạch Tre, rạch Xóm Chiếu, sông Vàm Cổ Lịch.

## Hành chính
Xã Hòa Hưng có diện tích 16,02 km², dân số năm 1999 là 14.572 người, mật độ dân số đạt 910 người/km².
Xã được chia thành 5 ấp: Ấp Hòa, Ấp Bình, Ấp Thống, Ấp Nhất, Ấp Khu Phố.

## Lịch sử
Vùng đất này thời nhà Nguyễn thuộc tỉnh Định Tường, đến thời Pháp thuộc thì tỉnh Định Tường đổi thành tỉnh Mỹ Tho, vùng này thuộc quận Cái Bè, tỉnh Mỹ Tho. Các làng Hòa Lộc, làng Mỹ Hưng và làng Mỹ Thuận đã hợp nhất để trở thành xã Hòa Hưng ngày nay.
Trong những năm 1930, xoài cát Hòa Lộc - đặc sản kinh tế địa phương bắt đầu được trồng. Năm 2002, Hợp tác xã Hòa Lộc thành lập để hỗ trợ việc biến vùng thành vùng chuyên canh.

### Di tích
Đình Mỹ Hưng, có hơn 200 năm, tọa lạc ấp Bình.

## Kinh tế – Xã hội
Hòa Hưng là xã cực nam của huyện Cái Bè, có Quốc lộ 1 chạy qua, phía nam xã ngay bờ sông Tiền là cầu Mỹ Thuận bắc qua bên kia tỉnh Vĩnh Long. Trên Quốc lộ 1 có chợ Ấp Bình, phía đông xã có chợ Hòa Lộc. Ngay vị trí phà Mỹ Thuận cũ nằm về phía tây chân cầu Mỹ Thuận chừng 500 m là khu vực mua bán đông đúc khác của xã có từ thời bến phà cũ (đường Bắc Mỹ Thuận cũ).
Hầu hết diện tích đất trong xã dùng sản xuất nông nghiệp, chủ yếu trồng xoài cát Hòa Lộc theo mô hình VietGAP, GlobalGAP với diện tích khoảng 560 ha (5,6 km²), trong đó có 20 ha tiêu chuẩn VietGAP. Có những cây xoài lớn tuổi lên đến 70 năm. Xoài cát Hòa Lộc xuất khẩu ra nước ngoài khoảng 360 tấn/năm. Xoài được xuất sang các nước Pháp, Mỹ, Canada, Australia, Nhật Bản, Singapore, Trung Quốc. Chạy dọc theo bờ sông Tiền phía đông cầu Mỹ Thuận thuộc xã, trải dài hơn 6 km là ao cá ven sông và các bè cá của người dân địa phương với số lượng lớn.
Ngày 12 tháng 12 năm 2019, xã Hòa Hưng chính thức đạt chuẩn xã nông thôn mới. Tỷ lệ hộ nghèo giảm theo từng năm, hiện còn 1,9%, thu nhập bình quân đầu người đạt gần 48 triệu đồng/năm. Năm 2020, chính quyền huyện Cái Bè đang có kế hoạch kêu gọi dự án Khu du lịch 3 xã: Hòa Hưng, An Hữu, Tân Thanh. Tháng 2 năm 2020, dự án cầu Mỹ Thuận 2 được khởi công xây dựng, cầu vượt sông Tiền với bờ bắc là xã Hòa Hưng.